# Гезеке
Гезеке (њем. Geseke) град је у њемачкој савезној држави Северна Рајна-Вестфалија. Једно је од 14 општинских средишта округа Зоест. Према процјени из 2010. у граду је живјело 20.810 становника. Посједује регионалну шифру (AGS) 5974020, NUTS (DEA5B) и LOCODE (DE GEE) код.

## Географски и демографски подаци
Гезеке се налази у савезној држави Северна Рајна-Вестфалија у округу Зоест. Град се налази на надморској висини од 90-220 метара. Површина општине износи 97,4 km². У самом граду је, према процјени из 2010. године, живјело 20.810 становника. Просјечна густина становништва износи 214 становника/km².

## Међународна сарадња
| Мјесто | Држава    | Врста сарадње | Од    |
| ------ | --------- | ------------- | ----- |
|        | Француска | партнерство   | 1978. |
| Извор  |           |               |       |